# Havsleguan
Havsleguan (Amblyrhynchus cristatus) är en art i familjen leguaner (Iguanidae). Den kan även kallas havsödla.

## Utseende
Huvudet är kort och brett med trubbig nos samt har översidan beklädd med mosaikartat anordnade större och mindre plåtar. Den kraftiga bålen och den långa stjärten är på ryggsidan försedda med en kam. Svansen, som mot spetsen är starkt hoptryckt från sidorna, är beklädd med större fyrkantiga fjäll. Benen är korta och kraftiga; tårna försedda med små simhudar. Denna ödla uppnår en totallängd av upp till 175 cm med en svans som blir cirka 125 cm lång.

## Utbredning
Arten förekommer uteslutande på Galápagosöarna och är den enda bland nutidens ödlor, som lever i havet och hämtar sin föda ur detta. På land når den 400 meter över havet. Havsleguanen dyker till ett djup av 30 meter.

## Levnadssätt
Havsleguanens rörelser i vattnet är snabba och ormlika. Den långa och hoptryckta svansen tjänstgör som simredskap. På marken rör djuret sig däremot långsamt och med svårighet. Man har iakttagit större flockar ute i havet på över 30 meters avstånd från stranden. Djurets föda utgörs nästan uteslutande av alger. Det överflödiga saltet som upptas med födan avsöndras från körtlar vid nosen. Detta levnadssätt och de därigenom betingade organisationsförhållandena är inte ursprungliga, utan hellre att anse såsom jämförelsevis sent skedda tillpassningar.
Under parningstiden bildas röd- eller grönaktiga fläckar på hanarnas fjäll. De strider mot varandra om ett revir som ger tillfälle för parningen. Mellan december och februari lägger honorna sina ägg i underjordiska gångar som honorna själva gräver. Det sker ingen bevakning av äggen.

## Hot
Arten påverkas av temperaturändringar som beror på El Niño. Vid dessa tillfällen ökar algen Giffordia mitchelliae som kanske är giftig. Ungdjur kan dödas av introducerade fiender som hundar, tamkatter, råttor och svin. Exemplaren kan bli störda av turisterna som besöker ögruppen. En ökande fartygstrafik medför vattenföroreningar. IUCN listar arten som sårbar (VU).